# 廓藏戰爭 (1855年—1856年)
廓藏戰爭，尼泊爾方面稱之為尼泊爾-西藏戰爭，是清咸豐年間廓爾喀（今尼泊爾）入侵西藏的戰爭。

## 背景
1814年，英國發動了英尼戰爭入侵尼泊爾（廓爾喀）。次年，尼泊爾向駐藏大臣喜明求援，清廷以“大皇帝撫育萬國，一視同仁”為由拒不發兵。尼泊爾戰敗求和，此後逐步成為英國的保護國。1846年，拉其普特人江格·巴哈杜爾·拉納在英國的支持下掌握了尼泊爾的軍政大權，成為世襲首相，史稱拉納王朝。廓爾喀族沙阿王朝的君主完全成為拉納家族的傀儡。
從1792年到1846年期間，尼泊爾與西藏相安無事，雙方爭議透過駐藏大臣調解或與談判解決。咸豐年間，清廷正忙於鎮壓太平天國，英國則在克里米亞戰爭中與俄國作戰，都無力介入喜馬拉雅山地區。西藏六世班禪喇嘛於咸豐二年去世，十一世達賴喇嘛年幼，攝政的哷徵呼圖克圖並不強勢，達賴喇嘛的下屬與噶廈的關係不協。親英的拉納家族乘中國內部之亂局，企圖在西藏攫取更多的權利。咸豐四年（1854年），尼泊爾致書清廷，提出派兵助剿太平天國，且軍費由西藏地方承擔，清廷未予應允。尼泊爾又指責西藏官員違約向尼泊爾人徵稅，搶劫、斃傷尼泊爾商民。次年，清廷諭令駐藏大臣赫特賀秉公查辦，“毋得偏袒，致該國有所藉口”。

## 經過
咸豐五年（1855年）三月，尼泊爾派兵佔據濟嚨（今西藏吉隆縣吉隆鎮）、聶拉木、補人宗（今普蘭縣）、絨轄（今定日縣絨轄鄉）。時值清軍全力與太平軍等作戰，清廷無法調兵入藏，只得依靠本地藏軍抵抗。咸豐五年（1855年）十月，藏軍一度收復聶拉木，尼泊爾派兵增援，再度奪回。咸豐五年（1855年）年底，清廷令駐藏幫辦大臣滿慶調集清兵兩千人入藏增援，尼泊爾遂趁勢提出議和。
此時剛成年的十一世達賴喇嘛凱珠嘉措暴病而亡，清廷亦不願拖延戰事。雙方遂于咸豐六年（1856年）三月在尼泊爾的塔帕塔利訂立《藏尼条约》。
軍事行動停止後，双方談判恢復。藏人擔心康區發生叛亂，而尼泊爾的財政卻捉襟見肘。尼泊爾對一千萬盧比的要求被降到名義上的年度付款，尼泊爾的領土野心被放棄。在《藏尼条约》中，藏人同意每年向尼泊爾支付一萬盧比的補貼，並允許在拉薩建立一個尼泊爾貿易站和代理機構。西藏一次性支付了50,001盧比作為第一期付款，但拒絕在第二年支付，導致兩者之間的戰爭繼續。